# Franko-Ontarier

Flagge der Franko-Ontarier

Franko-Ontarier (frz. Franco-ontarien, engl. Franco-Ontarian, manchmal auch Ontarois) werden die französischsprachigen Einwohner der kanadischen Provinz Ontario genannt. Laut der Volkszählung 2001 leben 485.630 frankophone Kanadier in Ontario (Angabe einer einzigen Muttersprache), was 4,3 % der Bevölkerung entspricht. Weitere 82.305 Personen gaben Französisch als eine ihrer Muttersprachen an. Die Franko-Ontarier sind die größte französischsprachige Gemeinschaft Kanadas außerhalb von Québec und die größte sprachliche Minderheit innerhalb Ontarios. Das in Ontario gesprochene Französisch unterscheidet sich nur wenig vom Quebecer Französisch, weist aber tendenziell mehr Anglizismen auf.

## Verbreitung
Die franko-ontarische Bevölkerung konzentriert sich hauptsächlich auf die Region Ostontario (41,3 % der Bevölkerung) mit den Städten Ottawa und Cornwall sowie auf die Region Nordostontario (25,2 %) mit den Städten Sudbury, North Bay und Timmins. Weitere bedeutende frankophone Gemeinschaften existieren in Toronto, Windsor, Penetanguishene und Welland. Ottawa (128.620 Personen) besitzt die zahlenmäßig größte frankophone Gemeinschaft, Sudbury mit 29 % die prozentual höchste unter den Großstädten. In Kleinstädten im ländlichen Raum ist der Anteil tendenziell höher, in den Prescott and Russell United Counties beispielsweise beträgt er rund zwei Drittel. Die Gemeinde mit dem größten frankophonen Anteil ist Hearst im Cochrane District mit 96 %.

## Rechtlicher Status
Obschon Ontario offiziell nicht zweisprachig ist, bezeichnet der French Language Services Act verschiedene Gebiete, in denen die Provinzbehörden verpflichtet sind, Dienstleistungen auch in französischer Sprache anzubieten. Dies trifft auf Gebiete zu, in denen entweder 5000 Frankophone leben oder wo deren Anteil an der Gesamtbevölkerung höher als 10 Prozent ist. Das Gesetz ist auf Dienstleistungen der Provinz beschränkt. Gemeindebehörden sind nicht dazu verpflichtet, können das Gesetz aber freiwillig anwenden. 44 Gemeinden in Ontario sind offiziell oder funktional zweisprachig auf Ebene der Gemeindebehörden. Die meisten dieser Gemeinden sind in der Association française des municipalités d’Ontario (AFMO) organisiert.
In folgenden Bezirken, Countys und Städten (auf der Karte dunkelblau markiert) gilt das Gesetz im gesamten Gebiet:
- Algoma District
- Cochrane District
- Nipissing District
- Prescott and Russell United Counties (im Gesetz noch einzeln aufgeführt)
- Stormont, Dundas and Glengarry United Counties (im Gesetz noch einzeln aufgeführt)
- Sudbury District
- Timiskaming District
- City of Greater Sudbury
- City of Hamilton
- City of Ottawa
- City of Toronto

In folgenden Bezirken (auf der Karte hellblau markiert) gilt das Gesetz in einzelnen Gemeinden:
- Chatham-Kent (im Gesetz noch als „County of Kent“ aufgeführt)
- Essex County
- Frontenac County
- Middlesex County
- Parry Sound District
- Regional Municipality of Niagara
- Regional Municipality of Peel
- Regional Municipality of York
- Renfrew County
- Simcoe County
- Thunder Bay District